# Operation: Get Down
Operation: Get Down – drugi album studyjny amerykańskiego rapera Craiga Macka.

## Lista utworów
1. „Can You Still Love Me” – 4:39
2. „What I Need” – 4:07
3. „Jockin' My Style” – 4:45
4. „Rap Hangover” – 4:00
5. „Sit Back & Relax” – 5:17
6. „Do You See” – 4:58
7. „Put It on You” – 4:58
8. „Rock da Party” – 3:58
9. „Today's Forecast” – 4:19
10. „Style” – 4:37
11. „You!” – 4:10
12. „Drugs, Guns and Thugs” – 5:19
13. „Prime Time Live” – 1:44